# Lycée Charlemagne
Lycée Charlemagne je střední škola (gymnázium) v Paříži. Sídlí ve 4. obvodu na adrese Rue Charlemagne ve čtvrti Marais. Tak jako ulice, ve které sídlí, nese jméno Karla Velikého.

## Historie
V roce 1580 kardinál Bourbon koupil od vévodkyně de Montmorency hôtel de la Rochepot et Damville a daroval ho jezuitům. Ti zbořili corps de logis na Rue Saint-Antoine a v roce 1582 jej nahradili kaplí zasvěcenou sv. Ludvíkovi.
Jezuité vybudovali v letech 1627–1647 při městských hradbách Filipa II. Augusta svůj profesní dům. Po vyhnání jezuitů byly budovy v letech 1762–1767 opuštěné.
Dne 23. května 1767 koupila budovy kongregace kanovníků za 400.000 livrů a zřídila zde královské převorství Saint-Louis de la Couture. Pronajali městu Paříži velkou galerii, kde byla v letech 1773 až 1790 zřízena veřejná knihovna města Paříže.
Za Francouzské revoluce byl klášter zrušen a stavby sloužily jako skladiště. V roce 1797 byl bývalý jezuitský dům přeměněn na veřejnou školu. Na základě zákona z května 1802 byla škola přeměněna na Lycée Charlemagne.

## Významní učitelé
- Eugène Charles Catalan, matematik
- Michel Eugène Chevreul, chemik a fyzik
- Gustave Lanson, literární kritik
- Édouard Lucas, matematik

## Významní absolventi
- Mathieu Amalric, herec a režisér
- Jean-Charles Alphand, architekt
- Honoré de Balzac, spisovatel
- Louis Auguste Blanqui, revolucionář
- Léon Blum, politik a novinář
- Léon Bourgeois, politik
- Fustel de Coulanges, historik
- Victor Cousin, filozof
- Léon Daudet, spisovatel
- Gustave Doré, výtvarník
- Théophile Gautier, literát
- Jacques Hadamard, matematik
- Joseph Joffre, maršál Francie
- Lionel Jospin, politik
- Auguste Maquet, spisovatel
- Pierre Messmer, politik
- Jules Michelet, historik
- Gérard de Nerval, literát
- Raymond Radiguet, spisovatel
- Jules Renard, spisovatel
- Nicolas Léonard Sadi Carnot, fyzik
- Charles Augustin Sainte-Beuve, spisovatel
- Manuel Valls, politik